# Campionato della Federazione calcistica dell'Iraq
Il campionato della Federazione calcistica dell'Iraq (in inglese Iraq Central FA League, più propriamente campionato della Federazione calcistica centrale dell'Iraq), noto in precedenza come campionato di Baghdad della Federazione calcistica dell'Iraq (in arabo دوري الاتحاد العراقي لمنطقة بغداد‎?, in inglese Iraq FA Baghdad League), è stato, dal 1948 al 1973, la principale competizione calcistica di Baghdad e del circondario della capitale dell'Iraq e fungeva de facto da massima divisione del campionato iracheno di calcio.
Organizzato dalla Federazione calcistica dell'Iraq, è stato disputato secondo vari formati, tra cui il girone all'italiana e l'eliminazione diretta. Era uno dei quattro campionati regionali disputati all'epoca in Iraq, insieme al campionato di Bassora della Federazione calcistica dell'Iraq, al campionato di Kirkuk della Federazione calcistica dell'Iraq e al campionato di Mosul della Federazione calcistica dell'Iraq.
L'ultima edizione del torneo fu vinta dall'Al-Quwa Al-Jawiya nel 1972-1973, stagione al termine della quale la manifestazione fu sostituita dal campionato iracheno degli istituti.

## Albo d'oro

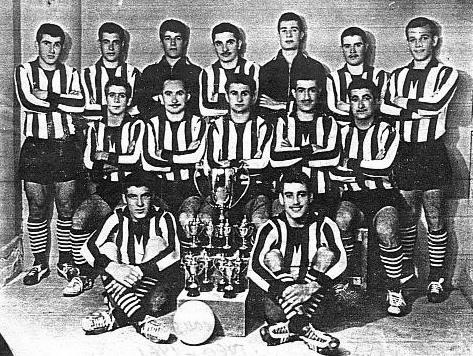
Giocatori dell'Al-Athori in posa con il trofeo vinto nel 1959-1960.

| N. | Stagione | Vincitore                       |
| -- | -------- | ------------------------------- |
| 1  | 1948-49  | Al-Kuliya Al-Askariya Al-Maliki |
| 2  | 1949-50  | Al-Haris Al-Maliki              |
| 3  | 1950-51  | Al-Haris Al-Maliki              |
| 4  | 1951-52  | Al-Haris Al-Maliki              |
| 5  | 1952-53  | Al-Haris Al-Maliki              |
| 6  | 1953-54  | Al-Haris Al-Maliki              |
| 7  | 1954-55  | Al-Haris Al-Maliki              |
| 8  | 1955-56  | Al-Haris Al-Maliki              |
| 9  | 1956-57  | Maslahat Naqil Al-Rukab         |
| 10 | 1957-58  | Al-Quwa Al-Jawiya Al-Maliki     |
| 11 | 1958-59  | Amanat Al-Asima                 |
| 12 | 1959-60  | Al-Athori                       |
| 13 | 1960-61  | Maslahat Naqil Al-Rukab         |

| N. | Stagione | Vincitore                |
| -- | -------- | ------------------------ |
| 14 | 1961-62  | Al-Quwa Al-Jawiya        |
| 15 | 1962-63  | Montakhab Al-Shorta      |
| 16 | 1963-64  | Al-Quwa Al-Jawiya        |
| 17 | 1964-65  | Maslahat Naqil Al-Rukab  |
| 18 | 1965-66  | Al-Firqa Al-Thalitha     |
| 19 | 1966-67  | Aliyat Al-Shorta         |
| 20 | 1967-68  | Aliyat Al-Shorta         |
| 21 | 1968-69  | Aliyat Al-Shorta         |
| 22 | 1969-70  | Aliyat Al-Shorta         |
| 23 | 1970-71  | Maslahat Naqil Al-Rukab{ |
| 24 | 1971-72  | Aliyat Al-Shorta         |
| 25 | 1972-73  | Al-Quwa Al-Jawiya        |

## Vittorie per squadra
| Pos. | Squadra                 | Vittorie | Anni                                                          |
| ---- | ----------------------- | -------- | ------------------------------------------------------------- |
| 1    | Al-Haris Al-Maliki      | 7        | 1949-50, 1950-51, 1951-52, 1952-53, 1953-54, 1954-55, 1955-56 |
| 2    | Aliyat Al-Shorta        | 5        | 1966-67, 1967-68, 1968-69, 1969-70, 1971-72                   |
| 3    | Maslahat Naqil Al-Rukab | 4        | 1956-57, 1960-61, 1964-651964-65, 1970-71                     |
| 3    | Al-Quwa Al-Jawiya       | 4        | 1957-58, 1961-62, 1963-641963-64, 1972-73                     |
| 5    | Al-Kuliya Al-Askariya   | 1        | 1948-49                                                       |
| 5    | Amanat Al-Asima         | 1        | 1958-59                                                       |
| 5    | Al-Athori               | 1        | 1959-60                                                       |
| 5    | Montakhab Al-Shorta     | 1        | 1962-63                                                       |
| 5    | Al-Firqa Al-Thalitha    | 1        | 1965-66                                                       |

## Vittorie per allenatore
| Stagione       | Naz.                 | Allenatore                | Squadra                         |
| -------------- | -------------------- | ------------------------- | ------------------------------- |
| 1948-49        | Iraq (bandiera)      | Dhia Habib                | Al-Kuliya Al-Askariya Al-Maliki |
| 1949-50        | Iraq (bandiera)      | Nadhim Al-Tabaqchali      | Al-Haris Al-Maliki              |
| 1950-51        | Iraq (bandiera)      | Nadhim Al-Tabaqchali      | Al-Haris Al-Maliki              |
| 1951-52        | Iraq (bandiera)      | Nadhim Al-Tabaqchali      | Al-Haris Al-Maliki              |
| 1952-53        | Iraq (bandiera)      | Nadhim Al-Tabaqchali      | Al-Haris Al-Maliki              |
| 1953-54        | Iraq (bandiera)      | Ahmed Abdul-Razzaq        | Al-Haris Al-Maliki              |
| 1954-55        | Palestina (bandiera) | Dennis Nasrawi            | Al-Haris Al-Maliki              |
| 1955-56        | Palestina (bandiera) | Dennis Nasrawi            | Al-Haris Al-Maliki              |
| 1956-57        | Iraq (bandiera)      | Ismail Mohammed           | Maslahat Naqil Al-Rukab         |
| 1957-58        | Iraq (bandiera)      | Aziz Jassim Al-Hajia      | Al-Quwa Al-Jawiya Al-Maliki     |
| 1958-59        | Iraq (bandiera)      | Nassir Yousef             | Amanat Al-Asima                 |
| 1959-60        | Iraq (bandiera)      | Ammo Baba                 | Al-Athori                       |
| 1960-61        | Iraq (bandiera)      | Salman Jassim             | Maslahat Naqil Al-Rukab         |
| 1961-62        | Iraq (bandiera)      | Salih Faraj               | Al-Quwa Al-Jawiya               |
| 1962-63        | Iraq (bandiera)      | Fahmi Al-Qaimaqchi        | Montakhab Al-Shorta             |
| 1963-641963-64 | Iraq (bandiera)      | Shawqi Aboud              | Al-Quwa Al-Jawiya               |
| 1964-651964-65 | Iraq (bandiera)      | Ismail Mohammed           | Maslahat Naqil Al-Rukab         |
| 1965-66        | Iraq (bandiera)      | Abdelilah Mohammed Hassan | Al-Firqa Al-Thalitha            |
| 1966-67        | Iraq (bandiera)      | Mohammed Najeeb Kaban     | Aliyat Al-Shorta                |
| 1967-68        | Iraq (bandiera)      | Mohammed Najeeb Kaban     | Aliyat Al-Shorta                |
| 1968-69        | Iraq (bandiera)      | Mohammed Najeeb Kaban     | Aliyat Al-Shorta                |
| 1969-70        | Iraq (bandiera)      | Mohammed Najeeb Kaban     | Aliyat Al-Shorta                |
| 1970-71        | Iraq (bandiera)      | Mohammed Thamir           | Maslahat Naqil Al-Rukab         |
| 1971-72        | Iraq (bandiera)      | Mohammed Najeeb Kaban     | Aliyat Al-Shorta                |
| 1972-73        | Iraq (bandiera)      | Abdelilah Mohammed Hassan | Al-Quwa Al-Jawiya               |